# Ponte del CEP
Il Ponte del CEP è l'ultimo ponte urbano sull'Arno del comune di Pisa, il suo nome è dovuto al quartiere ubicato nella stessa zona (Centro Edilizia Popolare o CEP). 

## Caratteristiche tecniche
Il Ponte del CEP è lungo 120 metri, ha un'altezza massima di 14,50 metri, ha tre campate con una luce massima di 50 metri ed è largo 8,50 metri.  La struttura è in cemento armato. 

## Realizzazione
Le caratteristiche del Ponte del CEP ricalcano quelle dei ponti che lo precedono (Ponte dell'Impero e Ponte della Cittadella) senza raggiungere l'impatto architettonico di questi ultimi.
La costruzione risulta essenziale, la realizzazione è finalizzata alla funzionalità e alla ricerca dell'economicità di tutta l'opera.